# Фішерс-Айленд (Нью-Йорк)
Фішерс-Айленд (англ. Fishers Island) — переписна місцевість (CDP) в США, в окрузі Саффолк штату Нью-Йорк. Населення — 424 особи (2020).

## Географія
Фішерс-Айленд розташований за координатами 41°16′25″ пн. ш. 71°58′8″ зх. д. / 41.27361° пн. ш. 71.96889° зх. д. (41.273576, -71.968993).  За даними Бюро перепису населення США в 2010 році переписна місцевість мала площу 10,94 км², з яких 10,56 км² — суходіл та 0,38 км² — водойми.

## Демографія
Згідно з переписом 2010 року, у переписній місцевості мешкало 236 осіб у 120 домогосподарствах у складі 65 родин. Густота населення становила 22 особи/км².  Було 660 помешкань (60/км²).
Расовий склад населення:
| - 96,2 % — білих - 0,8 % — чорних або афроамериканців - 0,8 % — азіатів |

До двох чи більше рас належало 1,7 %. Частка іспаномовних становила 0,8 % від усіх жителів.
За віковим діапазоном населення розподілялося таким чином: 16,9 % — особи молодші 18 років, 64,9 % — особи у віці 18—64 років, 18,2 % — особи у віці 65 років та старші. Медіана віку мешканця становила 49,4 року. На 100 осіб жіночої статі у переписній місцевості припадало 100,0 чоловіків;  на 100 жінок у віці від 18 років та старших — 102,1 чоловіків також старших 18 років.
Середній дохід на одне домашнє господарство  становив 168 193 долари США (медіана — 151 083), а середній дохід на одну сім'ю — 144 333 долари (медіана — 147 500). За межею бідності перебувало 0,9 % осіб, у тому числі 0,0 % дітей у віці до 18 років та 0,0 % осіб у віці 65 років та старших.
Цивільне працевлаштоване населення становило 193 особи. Основні галузі зайнятості: освіта, охорона здоров'я та соціальна допомога — 32,6 %, сільське господарство, лісництво, риболовля — 16,1 %, мистецтво, розваги та відпочинок — 11,9 %, роздрібна торгівля — 11,4 %.